# Copa Renault 8 TS
La Copa Renault 8 TS, anomenada oficialment a l'època Copa Nacional Renault 8 TS, fou un campionat automobilístic promocional que es disputà entre 1969 i 1976 a l'estat espanyol. La sèrie fou llançada per la Reial Federació Espanyola d'Automobilisme (RFEDA) amb el suport de FASA-Renault, filial espanyola de Renault, i es destinava a pilots novells que hi participessin amb un turisme del model Renault 8 TS. L'èxit de la iniciativa va fer que tant la RFEDA com Renault continuessin convocant copes similars fins a l'actualitat, adequant-les cada cert temps al model Renault més actual. A data de 2016, la competició s'anomena Clio Cup i es destina al model Renault Clio.

## Història

### Antecedents: Els primers R8

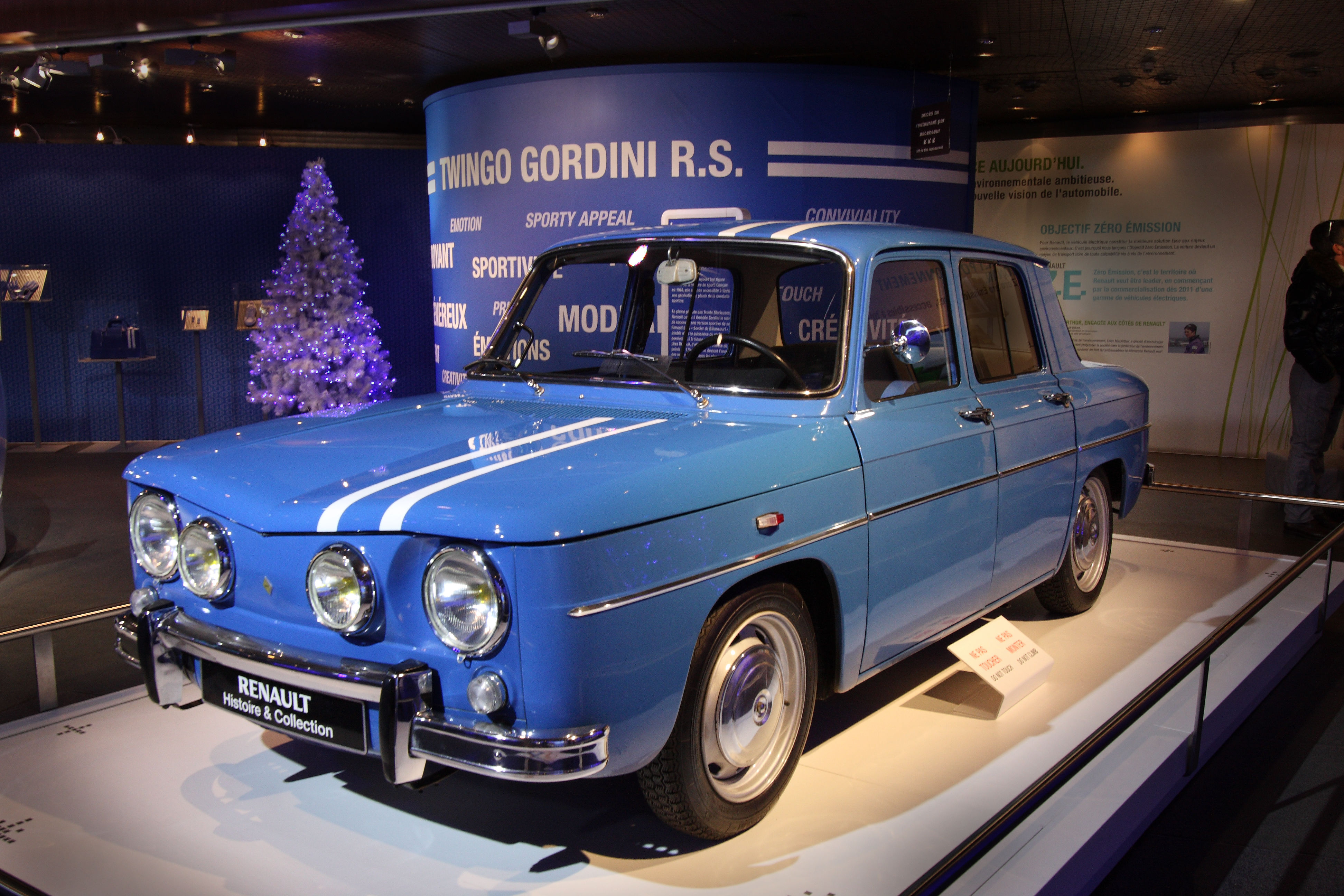
Un Renault 8 Gordini dels volts de 1965

El juny de 1962, Renault va llançar a França el primer Renault 8, anomenat inicialment Renault R8 (nom que mantingué oficialment fins al 1964). Aquest model derivava del Dauphine de 1956 i aviat va disposar d'una versió esportiva, el Renault 8 Gordini 1100, presentat al Saló de París de 1964. El juny de 1966, el Gordini 1100 es va potenciar i va esdevenir el nou Renault 8 Gordini 1300, un esportiu que es comercialitzà entre 1966 i 1970 i que obtingué nombrosos èxits competint en ral·lis. Les seves altes prestacions esportives el feren un dels principals rivals dels Mini Cooper S, Alpine A 110 i Lancia Fulvia Coupé HF de l'època.
L'elevat preu del Gordini, però, el convertia en un model exclusiu, lluny de l'abast del públic mitjà. Per tal de popularitzar aquest cotxe, Renault en va llançar una versió econòmica, menys competitiva però conservant-ne la carrosseria i l'estètica general. Aquest nou model fou presentat a França l'agost de 1968 amb el nom de Renault 8 S (abreujat R8 S).

### El Renault 8 TS
A Espanya, on el Renault 8 bàsic s'hi comercialitzava amb èxit des de 1963 però el Gordini 1300 no s'hi distribuïa, FASA-Renault va decidir de produir el Renault 8 S francès a Valladolid per tal de posar al mercat una opció esportiva. El resultat final fou el Renault 8 TS, amb aparença de Renault 8 Gordini 1300 i amb el motor de l'Alpine A 110-1100. El R-8 TS, com fou conegut popularment, oferia de sèrie tres punts forts: un motor excel·lent, un comportament esportiu i una decoració atractiva, la qual cosa el feia especial només acabat de sortir de la cadena de muntatge.
Aquest ràpid model es va presentar el 22 d'octubre de 1968 al circuit del Jarama, en uns moments en què a l'estat espanyol hi havia poques ofertes esportives assequibles, gairebé només el Seat 850 Coupé i el Mini 1275 C, motiu pel qual una berlina de 4 portes amb prestacions i estil esportiu venia a cobrir una veta de mercat quasi inexistent (només ocupat pel MG 1300, molt més car).

### Llançament de la Copa

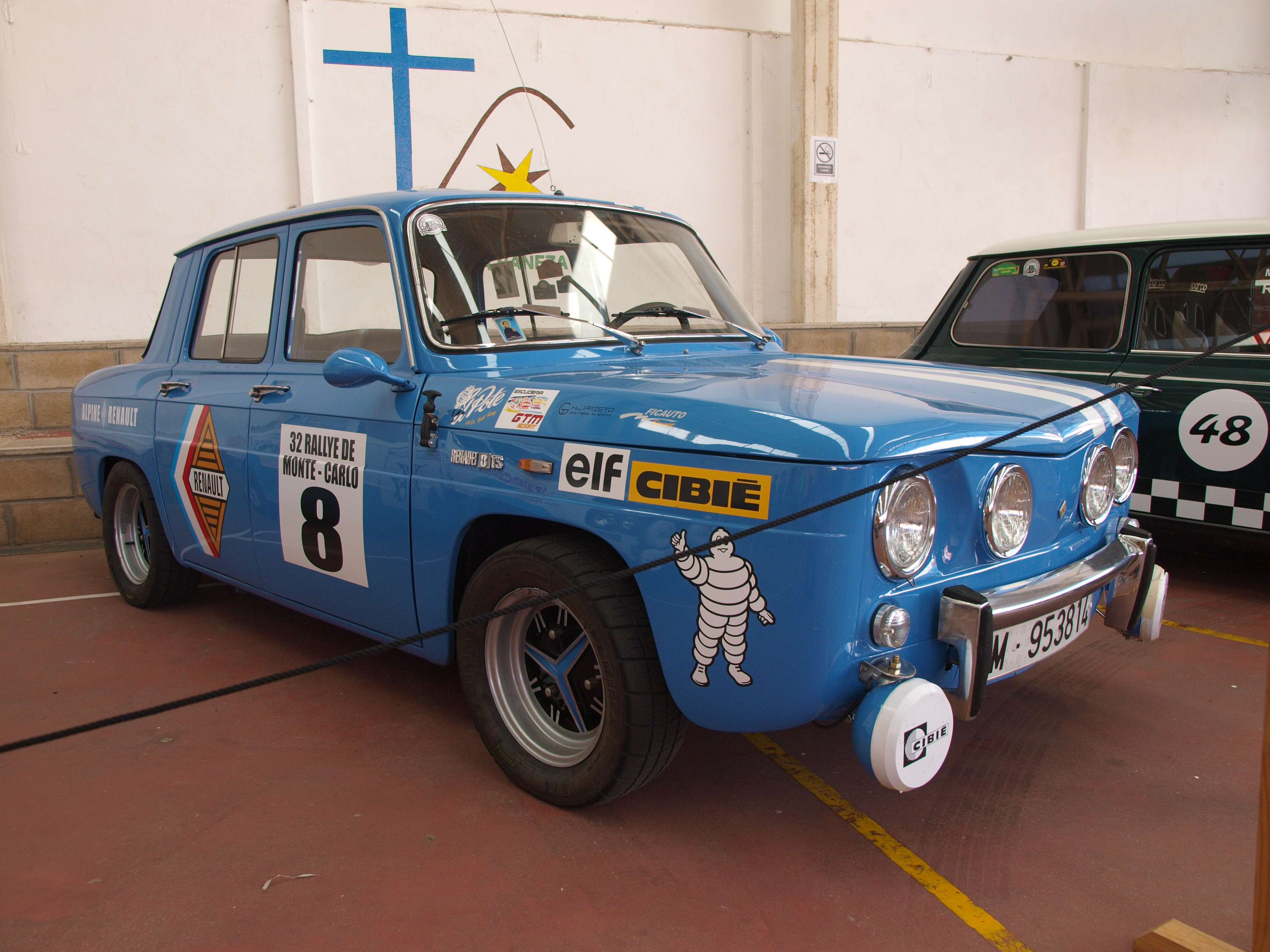
Un Renault 8 TS de 1971

Poc després del llançament del seu model esportiu, FASA-Renault inicià una sèrie de converses amb la RFEDA i aconseguí que aquesta s'encarregués d'organitzar i dirigir un nou campionat destinat a "revelar i promocionar nous valors per a l'automobilisme". El maig de 1969 s'anuncià la creació de la Copa TS, avalada per l'èxit aconseguit per campionats similars en altres països, com ara la "Copa 8-Gordini" francesa o la "Copa de Debutants" brasilera, disputada aquesta amb automòbils Dauphine-Gordini i on començà a destacar Emerson Fittipaldi. Fins aleshores, participar amb garanties d'èxit en una cursa automobilística a l'estat espanyol només estava a l'abast d'uns pocs pilots amb un alt poder adquisitiu, capaços d'adquirir un car esportiu del tipus Porsche, Alfa Romeo, Abarth, Alpine o similar.
La primera cursa es disputà al circuit del Jarama el 14 de juny d'aquell mateix any, 1969, i el guanyador en fou Miguel López després de recórrer les 15 voltes al circuit a una mitjana de 89,131 km/h. La volta ràpida fou per al conegut pilot de motociclisme Salvador Cañellas, qui va acabar guanyant la Copa aquell any.

### Seqüeles
L'èxit de la Copa Renault TS va fer que aquesta se seguís convocant anualment fins a l'actualitat, canviant cada cert temps el model que calia emprar-hi. Inicialment, es disputava un sol campionat anomenat Copa Nacional Renault, però d'ençà de 1974 i fins al 1996 es disputà també un campionat complementari, anomenat Copa Nacional Renault Iniciación, destinat als pilots més joves. També s'ha vingut disputant una Copa Nacional Renault de Rallyes des de 1987. Tot seguit es detallen els models fets servir a les diverses temporades d'aquests campionats:
A 15 de setembre de 2016
Copa Nacional Renault
| Model                    | De   | A          |
| ------------------------ | ---- | ---------- |
| Renault 8 TS             | 1969 | 1976       |
| Renault 5 Copa           | 1977 | 1982       |
| Renault S Copa Turbo     | 1983 | 1984       |
| Renault Super 5 GT Turbo | 1985 | 1990       |
| Renault Clio 16V         | 1991 | 1996       |
| Renault Mégane Coupé     | 1997 | 2000       |
| Clio Renault Sport       | 2001 | 2005       |
| Clio Cup                 | 2006 | Actualitat |

Copa Nacional Renault Iniciación
| Model               | De   | A    |
| ------------------- | ---- | ---- |
| Renault 8 TS        | 1974 | 1978 |
| Renault 5 TS        | 1979 | 1982 |
| Renault 5 TX        | 1983 | 1984 |
| Renault Super 5 GTS | 1985 | 1990 |
| Renault Clio RT 1.4 | 1991 | 1994 |
| Renault Clio S 1.4  | 1995 | 1996 |

Copa Nacional Renault de Rallyes
| Model                 | De   | A          |
| --------------------- | ---- | ---------- |
| Renault 5 GT Turbo    | 1987 | 1990       |
| Renault Clio 16V      | 1991 | 1993       |
| Renault Clio Williams | 1994 | 1995       |
| Clio Renault Sport    | 2000 | Actualitat |

## Reglament
El reglament de la Copa Renault 8 TS constava d'onze articles i incloïa una llista de pilots consagrats que no podien participar-hi, per tal de facilitar-hi la concurrència de qualsevol aficionat. Les úniques transformacions admeses en els R8 TS eren el muntatge (obligatori) d'un arc de seguretat, el canvi de les molles de suspensió i la instal·lació de manòmetre i termòmetre d'oli. El guanyador final de la Copa, a banda dels premis finals i els de cada cursa, passava a engrossir les files de l'equip oficial de Renault.
Per tal d'evitar afavorir els qui coneixien molt bé un circuit determinat pel fet de viure-hi a prop, el campionat es disputava en cinc circuits diferents, i a partir de la segona edició s'hi van incloure també proves de ral·li. D'ençà de 1972, però, només es competí al circuit del Jarama i a tres circuits provisionals més per tal de millorar les condicions de seguretat dels pilots.

## Pilots
Salvador Cañellas fou el dominador indiscutible de la primera edició de la Copa, guanyant-ne totes les proves menys una. A la segona edició aparegué un seguit de noms que conformaren la primera fornada de pilots sortits d'aquest campionat, entre els qui cal esmentar Gerardo Van Dulken, "Fafeche", Juan Ignacio Villacieros, Francesc Xavier Anet, "Correcaminos", Rosende, Emilio Zapico, Carlos Jódar, Pavón, Rajola i Clot. Fins i tot Ángel Nieto va competir en algunes curses de la Copa TS a estones lliures, arribant a classificar-se en quarta posició a la primera cursa de la segona edició. Van Dulken, campió d'aquell segon any, 1970, va veure més tard malmesa la seva carrera a causa de l'accident que va patir el 1971 amb un monoplaça.

## Llista de campions
Font:
| Any  | Pilot                     |
| ---- | ------------------------- |
| 1969 | Salvador Cañellas         |
| 1970 | Gerardo Van Dulken        |
| 1971 | Juan García de la Rasilla |
| 1972 | Juan I. Villacieros       |
| 1973 | Juan Escavias             |
| 1974 | Juan I. Villacieros       |
| 1975 | Ricardo García Galiano    |
| 1976 | José Ángel Sasiambarrena  |